# Анвар Ридван
Анвар Ридван (малайск. Anwar Ridhwan) (род. 5 августа 1949, Сабак-Бернам, Селангор) — один из заметных современных писателей Малайзии, пишущих на малайском языке. Национальный писатель Малайзии (2009).

## Краткая биография
Окончил в 1973 году Университет Малайя, в 1983 году получил звание магистра, а в 1998 — доктора в том же университете. В 1986 обучался в рамках Международной писательской программы в университете Айова (США). В 1997—2000 гг. преподавал малайский язык в Университете иностранных языков в Токио, в 2001—2005 гг. работал в Совете по языку и литературе Малайзии заместителем генерального директора. В настоящее время декан литературного факультета Академии искусств и национального наследия.

## Творчество
Автор многочисленных повестей и рассказов. Отдельные произведения переведены на английский, арабский, венгерский, итальянский, китайский немецкий, русский, французский языки. Лауреат четырех национальных премий и Литературной премии Юго-Восточной Азии (2002). Повесть «Были и небыли островов Огонсото» (рус. пер. 2006) отмечена в 2003 премией Мастра, присуждаемой международным жюри АСЕАН. В 2009 удостоен звания Национального писателя, став десятым литератором, получившим это высшее звание в области литературы в Малайзии. Произведения писателя поставлены на сцене и воплощены в телефильмах («Последний день художника», 2013, реж. Сабри Юнус).
Анвар Ридван выступил также в качестве научного консультанта ряда изданных в Малайзии словарей, в том числе Русско-малайского и малайско-русского словаря.

## Основные произведения
1. Hari-hari Terakhir Seorang Seniman (Последние дни художника) (1979)
2. Arus (Поток) (1985)
3. Perjalanan Terakhir (Последнее путешествие) (1971)
4. Dunia adalah Sebuah Apartmen (Мир — это всего лишь одна квартира) (1973)
5. Sesudah Perang (После войны) (1976)
6. Dari Kiev ke Moskova (Из Киева в Москву) (1992)
7. Naratif Ogonshoto (Были и небыли островов Огонсото) (2001)
8. Penyeberang Sempadan (Пересекая границы) (2012)
9. Wajah Timur Lidah Barat (Лицо Востока. Язык Запада) (2012)

## В русских переводах
1. Анвар Ридван. «После войны». Перевод В. А. Погадаева — в кн.: Индонезия. Малайзия. Нусантарский сборник. Редактор-составитель А К. Оглоблин. С-Пб: Общество Нусантара, 1996, с. 87-98.
2. Анвар Ридван. «Были и небыли островов Огонсото». Повесть. Перевод и предисловие Виктора Погадаева. С-Пб: Пайдейя, 2006, 160 с. ISBN 978-5-8251-0029-6
3. Анвар Ридван. «После войны». Перевод В. А. Погадаева — в кн.: «Малайская кровь. Рассказы». М: Ключ-С, 2011, с. 11-21.
4. Анвар Ридван. «После войны». Перевод В. А. Погадаева — «Азия и Африка сегодня», № 10, 2011.
5. Анвар Ридван. Охота на крокодила. Интернет-журнал Русский переплёт, 1.3.2018
6. Анвар Ридван. После войны; Охота на крокодила; Стервятник //Женщина, упавшая с неба. Антология современного малайского рассказа в переводах Виктора Погадаева. Отв. редактор В.В. Сикорский. М.: Ключ-С, 2019, с. 9-45 ISBN 978-5-6042922-1-1